# 新鄉村 (台灣)
新鄉村（布農語：Sinapalan），是臺灣南投縣信義鄉的一個村，位於該鄉西部牛稠坑溪流域，東依嘉義縣阿里山鄉，西接望美村，南鄰羅娜村，北與自強村與竹山鎮接壤。該村於1966年2月1日自羅娜村拆分而成立。村內有新鄉（頭社坪）等聚落。

## 交通動線
- 臺21線（陳有蘭溪橋、筆石橋）
- 投91線（新鄉一號橋、羅娜橋）

## 設施與景點

### 新鄉
由日治時期的タハバン社、ロンカイバン社、カトグラン社（卡特克蘭）、ボクラウ社與ランダイ社（巒大）五部落所組成。
| - 南投縣政府警察局信義分局 - 新鄉派出所 | - 南投縣信義鄉希娜巴嵐國民小學 - 臺灣基督長老教會中布中會新鄉教會 |

## 自然景觀
| - 陳有蘭溪 - 牛稠坑溪 - 筆石溪（蘆竹湳溪） | - 五叉崙山 - 烏松坑山 |